# Will Dibo
Will Dibo (* 19. September 2001 in Wien) ist ein österreichischer Leichtathlet, der sich auf das Kugelstoßen und den Diskuswurf spezialisiert hat.

## Sportliche Laufbahn
Erste internationale Erfahrungen sammelte Will Dibo beim Europäischen Olympischen Jugendfestival (EYOF) 2017 in Győr, bei dem er mit einer Weite von 47,45 m den siebten Platz im Diskuswurf belegte. Im Jahr darauf schied er bei den U18-Europameisterschaften ebendort mit 46,47 m in der Qualifikationsrunde aus und auch bei den U20-Europameisterschaften 2019 in Borås verpasste er mit 48,09 m den Finaleinzug. Will Dibo ist der österreichische U18-Rekordhalter im Diskuswurf, welche er auf 61,38 m am 15. September 2018 in Wien verbesserte, was zuvor von Lukas Weißhaidinger gehalten wurde.
In den Jahren 2020 und 2021 wurde Dibo österreichischer Meister im Kugelstoßen im Freien sowie 2022 in der Halle und im Freien. Er gewann ebenfalls die österreichische Winterwurfmeisterschaft in Amstetten im Diskuswurf in den Jahren 2021 und 2022.
Seit August 2022 studiert er an der University of Memphis und tritt sowohl im Diskuswurf als auch im Kugelstoßen für das Leichtathletik-Team des Memphis Tigers.

## Persönliche Bestleistungen
- Kugelstoßen: 18,03 m, 22. Mai 2024 in Eisenstadt
  - Kugelstoßen (Halle): 16,81 m, 29. Januar 2022 in Linz
- Diskuswurf: 56,99 m, 20. April 2024 in Eisenstadt